# Gedawung
Gedawung is een bestuurslaag in het regentschap Wonogiri van de provincie Midden-Java, Indonesië. Gedawung telt 4588 inwoners (volkstelling 2010).